# Tuff Gong
Tuff Gong är ett musikförlag som grundades av reggae-gruppen The Wailers år 1970 och uppkallades efter Bob Marleys smeknamn. Den första singeln på Tuff Gong var "Run For Cover" av The Wailers.
Tuff Gongs huvudkontor låg på 56 Hope Road, Kingston, Jamaica i Bob Marleys hem, som nu är ett museum.